# Республиканская турецкая партия
Республиканская турецкая партия (тур. Cumhuriyetçi Türk Partisi, CTP) — социал-демократическая политическая партия Северного Кипра. Была основана 27 декабря 1970 года Ахметом Митатом Бербероглу как левая оппозиция к руководству турецкой общины острова под началом Фазыла Кючюка и Рауфа Денкташа.
30 июня 2008 года Республиканская турецкая партия стала консультативным членом Социалистического Интернационала (за что проголосовали все его члены, за исключением греко-киприотского Движения за социальную демократию). РТП стал полноправным членом интернационала в 2014 году.

## Политика и идеология
РТП является социал-демократической политической партией, расположенной в левоцентристской части политического спектра. Во времена холодной войны партия склонялась к просоветской позиции, особенно под руководством Озкера Озгюра. Однако при этом партия никогда не позиционировала себя как явно коммунистическая. При Озгюре партия шла на сближение с компартией греческой части Кипра — Прогрессивной партией трудящихся (АКЕЛ). При Мехмете Али Талате партия перешла к своей нынешней умеренно-левой позиции.
В вопросе урегулирования кипрского конфликта КТП традиционно выступает за прагматичный подход на основе мирных переговоров с греческой общиной острова, сохранения объединенного и независимого государства и компромиссного воссоединения Кипра. Во время президентства бывшего лидера РТП Мехмета Али Талата партия вела переговоры о воссоединении с Республикой Кипр.

## История

### В XX веке
Республиканская турецкая партия была основана в 1970 году Ахметом Митхатом Бербероглу и пребывала в оппозиции к Рауфу Денкташу, а также его Партии национального единства, образованной впоследствии. Кроме того, РТП выступала против Фазыла Кючюка, бывшего первым вице-президентом Республики Кипр. Озкер Озгюр возглавлял партию в период с 1976 по 1996 год, а также занимал пост заместителя премьер-министра по итогам парламентских выборов 1993 года, когда РТП собрала 24,2 % голосов и провела 13 депутатов. Однако коалиция, поддерживавшая правительство лидера Демократической партии Хаккы Атуна, вскоре распалась.

### Во главе Северного Кипра
Мехмет Али Талат стал новым лидером партии в 1996 году. Под его руководством на парламентских выборах в 1998 партия собрала 13,4 % голосов и только 6 депутатских мест, став четвёртой по представительству в Ассамблее республики. Однако в 2003 году он привел партию к победе, набрав более 35 % голосов и заняв 19 из 50 мест в Ассамблее Республики. Талат сформировал правительство и стал премьер-министром 13 января 2004 года. Он ушел в отставку в 2005 году после победы на президентских выборах; он оставался президентом Северного Кипра до 2010 года. Во время своего президентства Талат проводил еженедельные встречи с президентом Республики Кипр Димитрисом Христофиасом. Два лидера обсуждали такие вопросы, как разделение власти, вооружённые силы, собственность на землю и другие проблемы, которые могут возникнуть в случае воссоединения острова.
Возглавивший РТП после перехода Талата на президентский пост Ферди Сабит Сойер был премьер-министром с апреля 2005 года (когда на предшествовавших февральских парламентских выборах партия упрочила свои позиции до 44,5 % голосов и 24 депутатов) до мая 2009 года, когда РТП проиграла законодательные выборы 2009 года Партии национального единства и перешла в оппозицию.

### Коалиционные правительства и оппозиция
После победы на выборах 2013 года с 38 % голосов и 21 местом председатель РТП Озкан Йорганджиоглу, занимавший этот пост с 2011 года, стал премьер-министром Северного Кипра 2 сентября 2013 года. В его правительство также входила правоцентристская Демократическая партия (ДП). 
На президентских выборах 2015 года РТП выдвинула в качестве своей кандидатки Сибель Сибер, однако та получила чуть менее 23 % голосов и не прошла во второй тур голосования. В результате Озкан Йорганджиоглу подал в отставку с поста премьер-министра два месяца спустя; его однопартиец Омер Кальонджу сформировал большую коалицию с Партией национального единства. 16 апреля 2016 года правительство РТП было свергнуто коалицией во главе с Хусейном Озгюргюном, состоящим из Партии национального единства и демократов, которые затем совместно правили Северным Кипром в качестве правительства меньшинства до 2018 года.

### Возвращение к власти
Республиканская турецкая партия вернулась к власти после выборов 2018 года. Несмотря на снижение с 38 % голосов избирателей и первого места в 2013 году до всего лишь 21 % и второго места, партия смогла собрать четырёхпартийную коалицию, в которую также вошли близкая ей по идеологии Общественно-демократическая партия (Партия общинной демократии), центристско-популистская Народная партия и Демократическая партия, получившую 27 из 50 мест в парламенте. Лидер РТП Туфан Эрхюрман был назначен премьер-министром Северного Кипра президентом Мустафой Акинджи 2 февраля 2018 года.